# کاسالبوردینو
کاسالبوردینو (به ایتالیایی: Casalbordino) یک کومونه در ایتالیا است که در استان کییتی واقع شده‌است.

## خصوصیات
کاسالبوردینو ۴۵٫۹۰ کیلومترمربع مساحت و ۶٬۴۱۰ نفر جمعیت دارد و ۲۰۳ متر بالاتر از سطح دریا واقع شده‌است.